# Alfred Holighaus

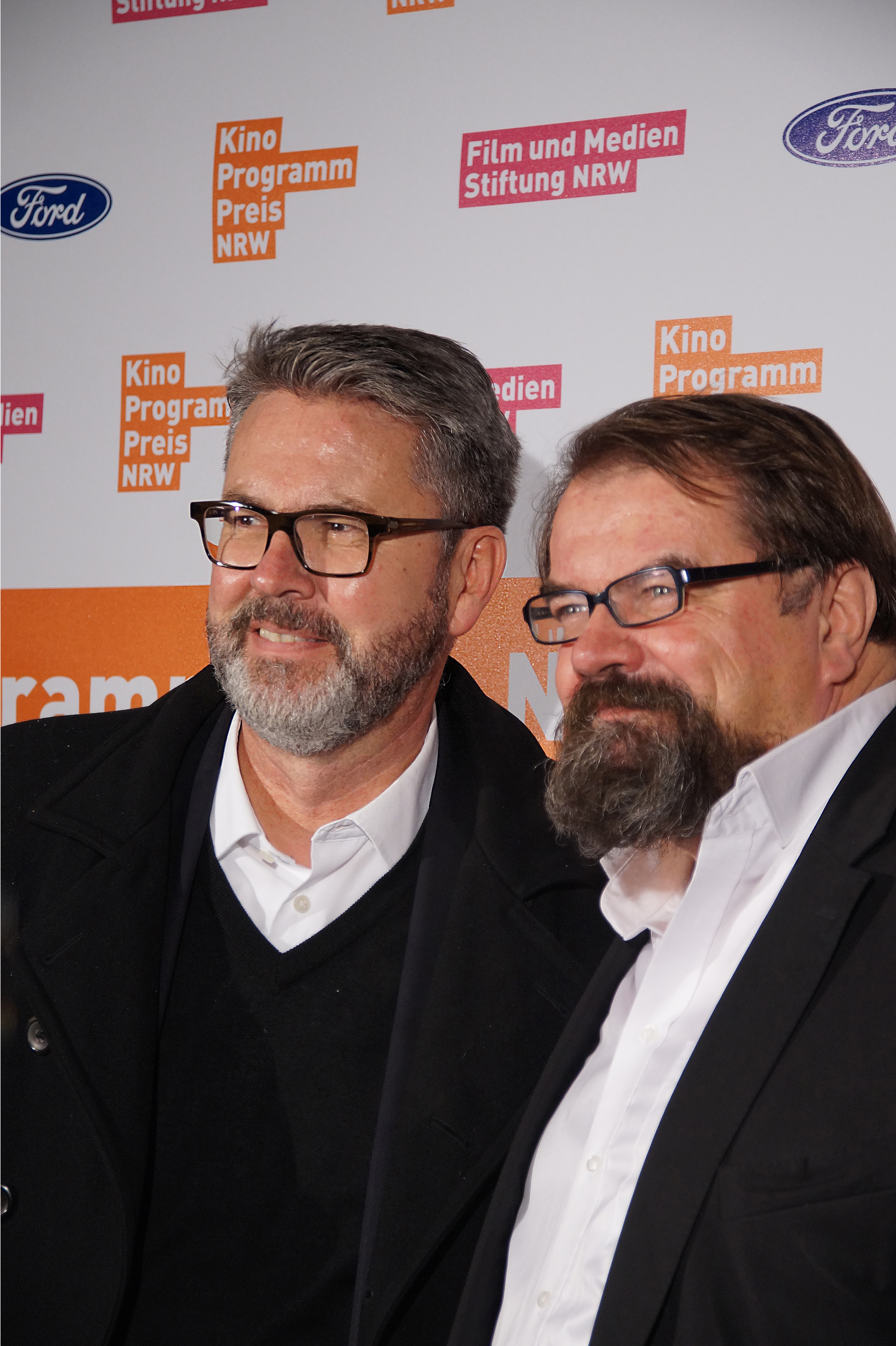
Alfred Holighaus (rechts), 2016

Alfred Holighaus (* 1. Februar 1959 in Dillenburg) ist ein deutscher Autor und Filmkaufmann. Nach seiner Zeit als Filmkritiker (u. a. als Redaktionsleiter des Tip) arbeitete er zunächst bei Senator Film und als freier Produzent. Ab 2001 leitete er die Sektion „Perspektive Deutsches Kino“ bei der Berlinale. 2010 wechselte er in die Geschäftsführung der Deutschen Filmakademie. Von 2015 bis 2019 war er hauptamtlicher Präsident der Spitzenorganisation der Filmwirtschaft (SPIO). Von 2020 bis April 2025 arbeitete er als Dramaturg und Produzent für die Studio Hamburg Töchter Real Film Berlin GmbH und Nordfilm GmbH.

## Leben
Holighaus studierte ab 1980 Theologie in Tübingen und Berlin. Parallel begann seine journalistische Laufbahn beim Fachmagazin Filmecho/Filmwoche und dem Stadt- und Kulturmagazin Tip in Berlin, dessen Redaktion er von 1986 bis 1995 leitete. Ab 1992 zeichnete Holighaus zudem redaktionell mitverantwortlich für die Sendungen TIP TV und Kinotipps im ORB-Fernsehen. Seit 2012 schreibt er als filmpolitischer Kolumnist in der Fachzeitschrift Blickpunkt:Film.
Im Jahr 1995 wechselte er in die Filmwirtschaft. Bei der Senator Film Produktion leitete er bis 2000 die Projektentwicklung sowie den Stoff- und Filmeinkauf. Zudem betreute Holighaus unter anderem als Dramaturg und Produzent die Eigen- und Koproduktionen des Hauses (u. a. Comedian Harmonists, 1997; Kleines Arschloch, 1997, Bang Boom Bang – Ein todsicheres Ding, 1999; Helden wie wir, 1999; Käpt’n Blaubär – Der Film, 2000; Jetzt oder nie – Zeit ist Geld, 2000; Das Experiment, 2001). Von 2000 bis 2001 leitete er als Geschäftsführer die Senator Film Verleih GmbH.
Nach seinem Ausscheiden bei Senator arbeitete er als freier Autor und Produzent von Dokumentarfilmen (Fallen Angel: Gram Parsons, 2004; Spur der Bären, 2010; Merle Haggard: Learning to Live with Myself, 2010). Als Gastdozent unterrichtete er 2002/03 im Fachbereich Medienwirtschaft / Produktion der Filmhochschule Babelsberg Konrad Wolf.
In mehreren Filmen  – u. a. Gorilla Bathes at Noon (R: Dusan Makavejev), 1991–1993; Alles auf Anfang (R: Reinhard Münster), 1993/1994; Happy Weekend (R: Ed Herzog), 1995–96 und Heil (R: Dietrich Brüggemann), 2015 – hat er Cameoauftritte als Darsteller.
Von der Filmwirtschaft wechselte er 2001 zur Berlinale. Dort gründete Holighaus auf Initiative von Dieter Kosslick die neue Sektion „Perspektive Deutsches Kino“, die er als Plattform für Talente profilierte und bis 2010 leitete. Außerdem war er ständiges Mitglied im Auswahl-Gremium für den Berlinale-Wettbewerb. Für besondere Verdienste um den jungen deutschsprachigen Film wurde Holighaus 2012 mit dem Ehrenpreis beim Filmfestival Max Ophüls Preis, Saarbrücken ausgezeichnet. Für die Deutsche Filmakademie arbeitete er von Januar 2010 bis Juli 2015 als Geschäftsführer. Von 2015 bis 2019 war er hauptamtlicher Präsident der Spitzenorganisation der Filmwirtschaft (SPIO).
Holighaus war und ist in verschiedenen Ehrenämtern für den Film tätig, unter anderem bei der Filmförderungsanstalt (FFA). Aktuell gehört er dem Vorstand beim Kuratorium junger deutscher Film an. Holighaus ist Mitglied der Europäischen Filmakademie und Ehrenmitglied der Deutschen Filmakademie. Er gehörte verschiedenen Film- und Fernsehjurys  an (u. a. Adolf-Grimme-Preis, Europäischer Filmpreis, Max Ophüls Preis, Studio Hamburg Nachwuchspreis). Von 2001 bis 2008 gehörte er der Jury der Beauftragten der Bundesregierung für Kultur und Medien für die Förderung programmfüllender Spiel- und Dokumentarfilme an.

## Publikationen
- Guntram Lenz/Alfred Holighaus (Hg.): Wählt uns, damit es uns gut geht – Dichter und Demokratie im Blickpunkt deutscher Lyrik und Prosa von 1840 bis heute. 1980
- TIP Filmjahrbuch. 1985–1995
- Alfred Holighaus (Hg.): Der Filmkanon – 35 Filme, die Sie kennen müssen. Bundeszentrale für politische Bildung. 2005[5]
- „Der jüngste deutsche Film auf Festivals“; in: Thomas Schick/Tobias Ebbrecht (Hg.) Kino in Bewegung – Perspektiven des deutschen Gegenwartsfilms. 2011
- „Wir waren niemals hier“, in: Pinakothek der Moderne und HFF (Hg) Dokumentarfilm im 21. Jahrhundert. 2010
- „Film und Fußball – eine untrennbare Geschichte“, in: Kunst- und Kulturprogramm der Bundesregierung zur FIFA-WM 2006. Berlin
- „Vorwort“, in: Frederik Steiner: Stepping Out – Von der Filmhochschule zum Spielfilm. 2003
- „Aufbruchstimmung“, in: Heike Amend/Michael Bütow (Hg.): Der bewegte Film – Aufbruch zu neuen deutschen Erfolgen. Berlin 1997

## Filmografie
Co-Produzent
- 1999: Südsee, eigene Insel
- 1999: Bang Boom Bang – Ein todsicheres Ding
- 2000: Du lebst noch 7 Tage
- 2000: Sumo Bruno

Produzent
- 1999: Helden wie wir
- 2004: Gram Parsons: Fallen Angel (Dokumentarfilm)
- 2010: Merle Haggard: Learning to Live with Myself (Dokumentarfilm)

Drehbuchautor
- 2010: Spur der Bären (Dokumentarfilm)

Schauspieler
- 1993: Gorilla Bathes at Noon
- 1996: Happy Weekend
- 1998: Gomez – Kopf oder Zahl
- 1999: Südsee, eigene Insel
- 1999: Bang Boom Bang – Ein todsicheres Ding
- 2001: Tatort: Tot bist Du! (Fernsehfilm)
- 2015: Heil